# Olle Högstrand
Olle Högstrand, född 18 september 1933 i Örebro, död 16 mars 1994 i Johanneshov, var en svensk journalist och författare. 
Högstrand tog studentexamen 1953. Under Kongo-krisen på 1960-talet var han pressofficer vid den svenska FN-kontingenten. Han arbetade i många år på Tidningarnas Telegrambyrå.
Hans flesta skönlitterära verk kan betecknas som polisromaner eller kriminalromaner. Högstrand skrev även spänningsböcker för ungdom, till exempel Pojke i gränsland som sändes 1974 som radiopjäs i fem avsnitt samma år som boken kom ut.
Olle Högstrand är gravsatt i minneslunden på Skogskyrkogården i Stockholm.

## Priser och utmärkelser
- 1971 – Sherlock-priset för Maskerat brott
- 1975 – Sherlock-priset för Från säker källa